# Station Dilbeek
Station Dilbeek is een spoorwegstation langs spoorlijn 50 (Brussel - Gent) in de gemeente Dilbeek. Het station is gelegen in het gehucht Wolsem, een kleine drie kilometer ten noorden van het centrum van Dilbeek. De campus 'Parnas' van de hogeschool Odisee bevindt zich vlak bij het station. Ook de westelijke woonwijken van Groot-Bijgaarden, liggen in de nabijheid van het station.
Sinds oktober 2012 zijn de loketten van dit station gesloten en is het een stopplaats geworden.
Net zoals de stations in de buurt werden ook hier de perrons vernieuwd in het kader van het Gewestelijk ExpresNet.

## Treindienst
| Serie | Treinsoort | Route                                                       | Bijzonderheden                                   |
| ----- | ---------- | ----------------------------------------------------------- | ------------------------------------------------ |
| S 4   | GEN (NMBS) | Aalst – Dilbeek – Brussel-Schuman – Mechelen                | Rijdt alleen op werkdagen.                       |
| S 10  | GEN (NMBS) | Dendermonde – Brussel-West – Brussel-Zuid – Dilbeek – Aalst | Tijdens de spits extra ritten Aalst-Brussel-Zuid |

## Galerij

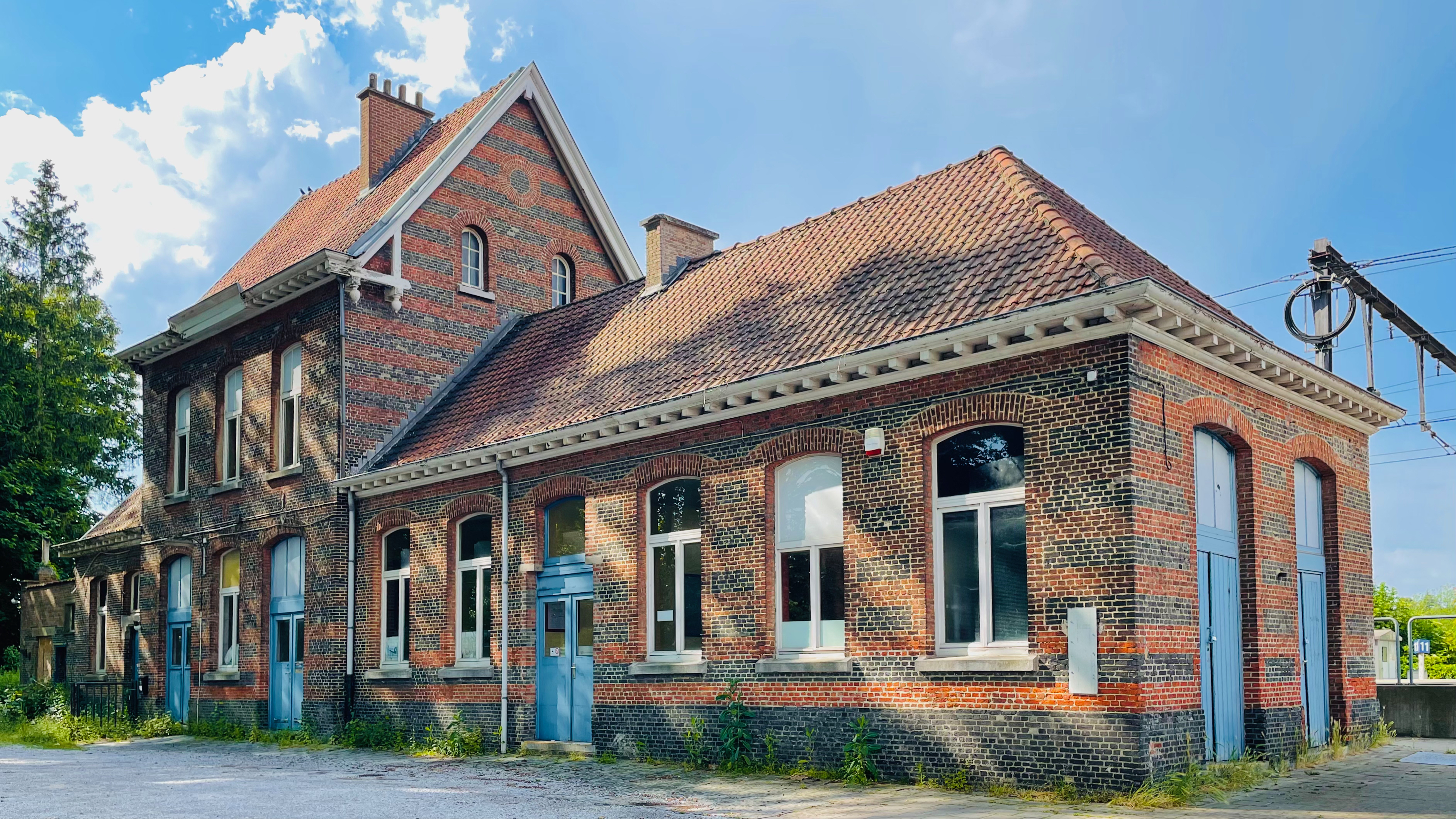
Het stationsgebouw
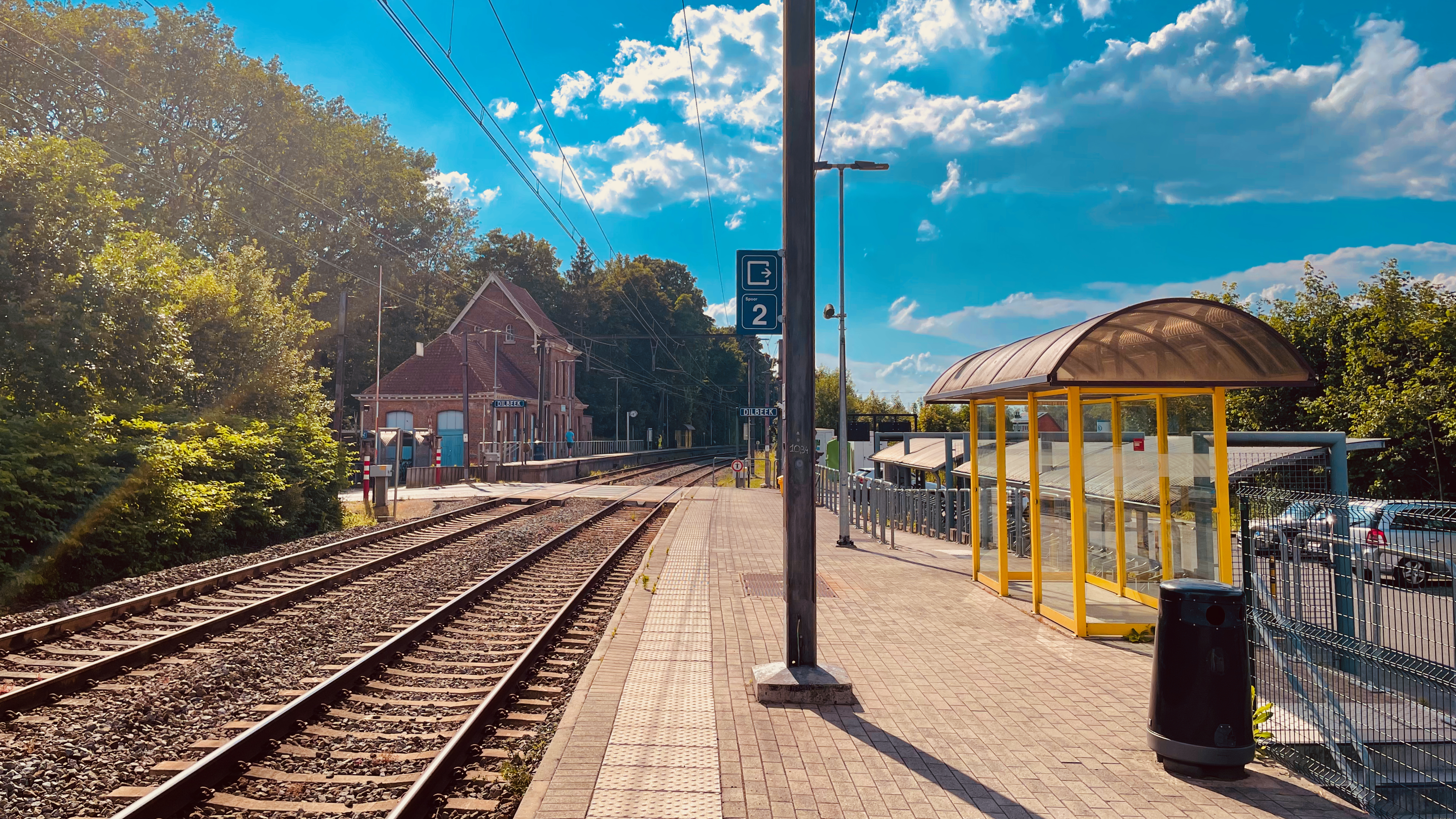
Zicht op het perron
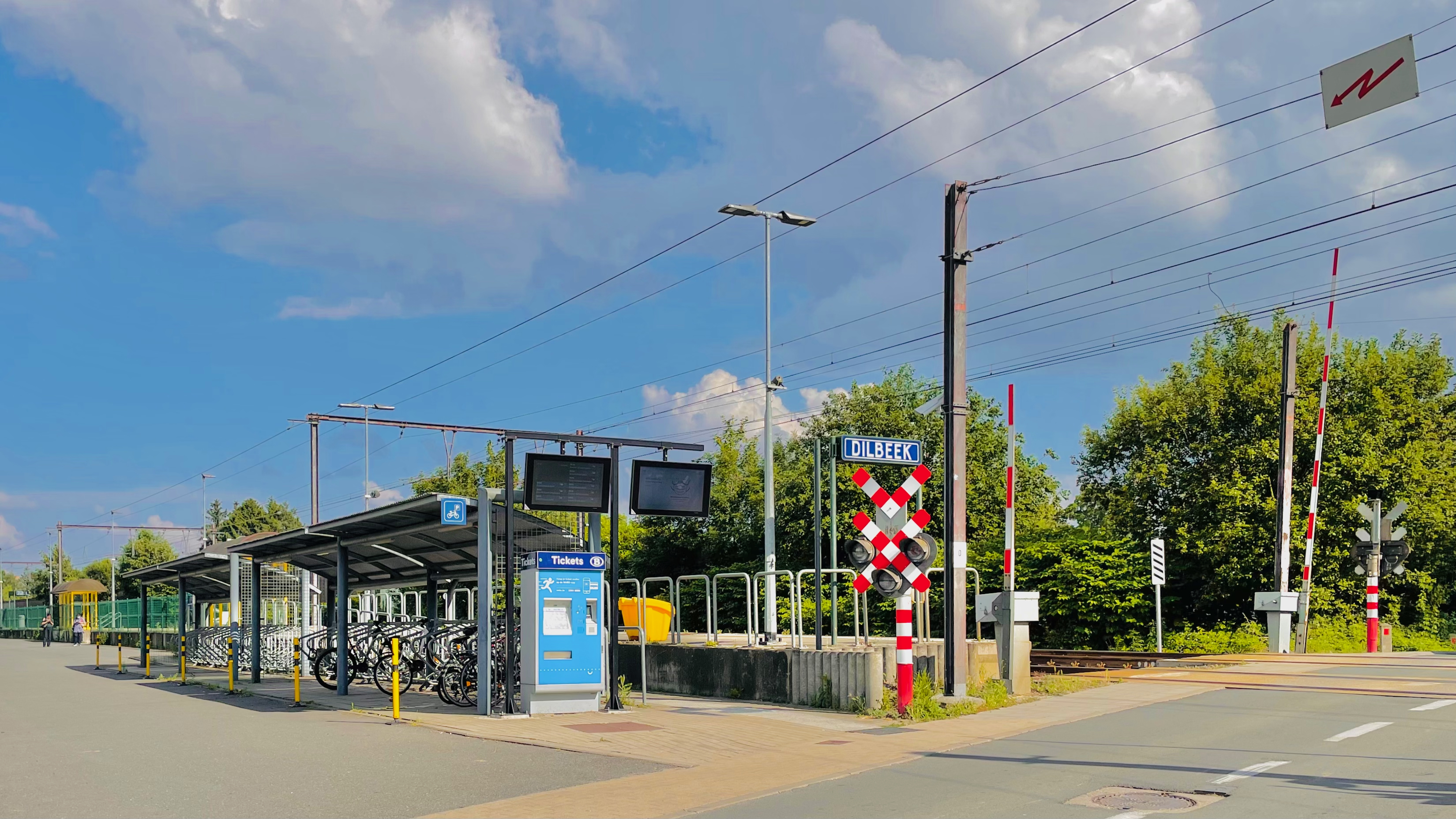
Overweg aan het station
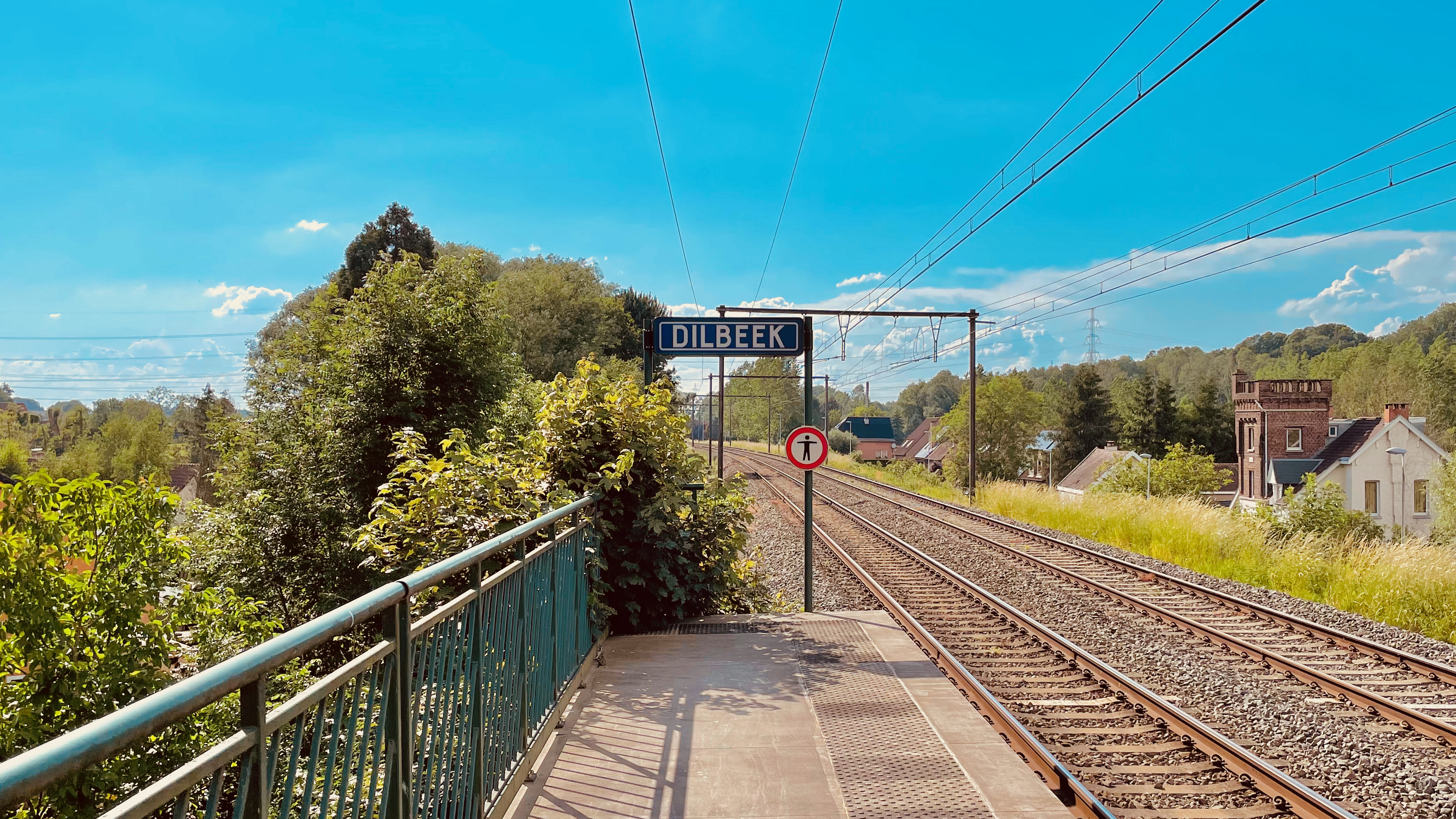
Plaatsnaambord op einde perron
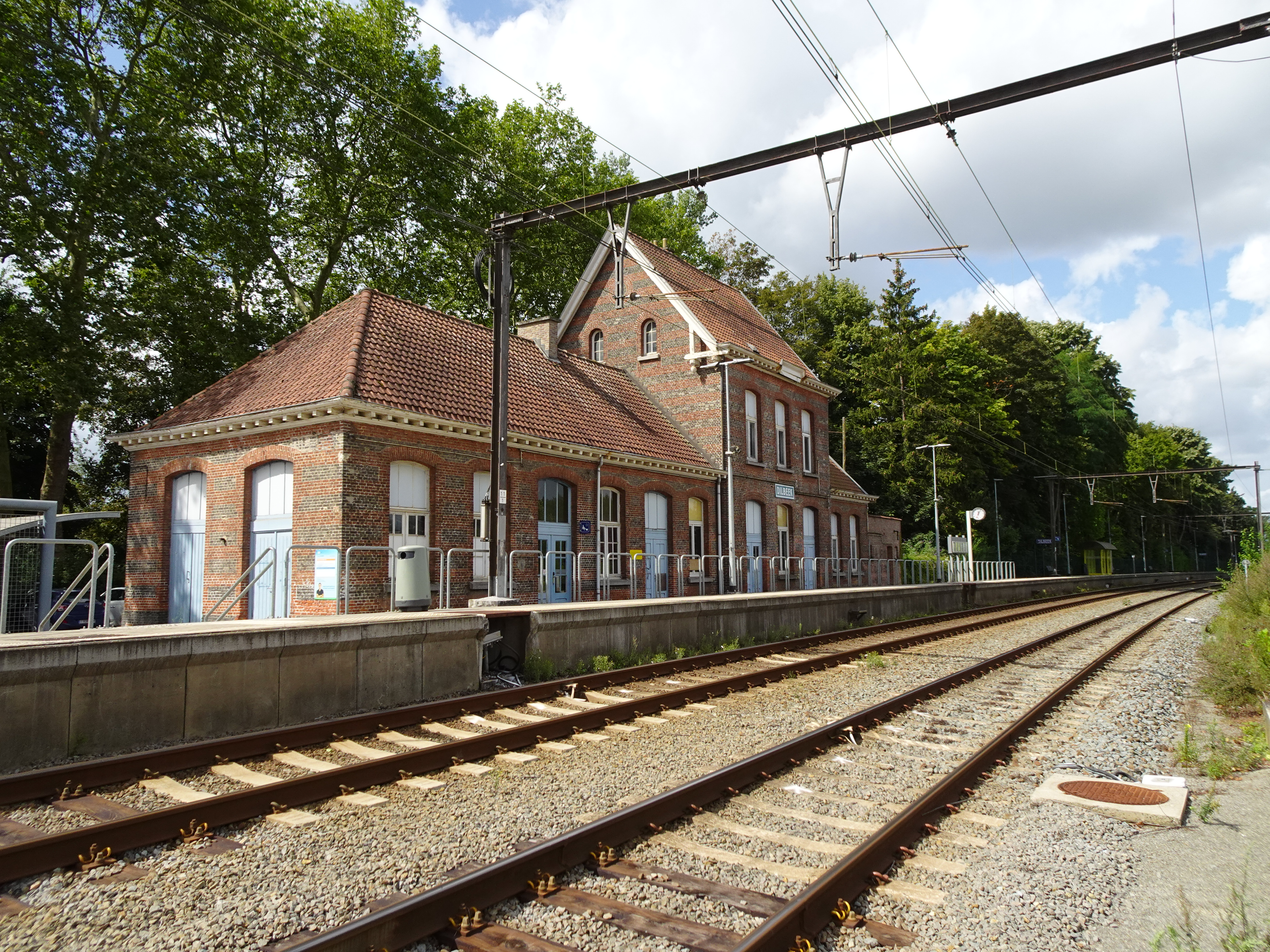
Het station (2019)

## Reizigerstellingen
De grafiek en tabel geven het gemiddeld aantal instappende reizigers weer op een week-, zater- en zondag.
| Tabel: aantal instappende reizigers station Dilbeek | Tabel: aantal instappende reizigers station Dilbeek | Tabel: aantal instappende reizigers station Dilbeek | Tabel: aantal instappende reizigers station Dilbeek |
|                                                     | Weekdag                                             | Zaterdag                                            | Zondag                                              |
| --------------------------------------------------- | --------------------------------------------------- | --------------------------------------------------- | --------------------------------------------------- |
| 1977                                                | 850                                                 | 137                                                 | 82                                                  |
| 1978                                                | 849                                                 | 96                                                  | 110                                                 |
| 1979                                                | 851                                                 | 250                                                 | 195                                                 |
| 1980                                                | 935                                                 | 254                                                 | 189                                                 |
| 1981                                                | 755                                                 | 123                                                 | 219                                                 |
| 1982                                                | 669                                                 | 105                                                 | 105                                                 |
| 1983                                                | 628                                                 | 114                                                 | 102                                                 |
| 1984                                                | 689                                                 | 83                                                  | 88                                                  |
| 1985                                                | 671                                                 | 116                                                 | 169                                                 |
| 1986                                                | 731                                                 | 131                                                 | 119                                                 |
| 1987                                                | 602                                                 | 121                                                 | 83                                                  |
| 1988                                                | 426                                                 | 90                                                  | 73                                                  |
| 1989                                                | 616                                                 | 94                                                  | 81                                                  |
| 1990                                                | 569                                                 | 93                                                  | 71                                                  |
| 1991                                                | 630                                                 | 116                                                 | 76                                                  |
| 1992                                                | 592                                                 | 106                                                 | 94                                                  |
| 1993                                                | 626                                                 | 108                                                 | 83                                                  |
| 1994                                                | 604                                                 | 86                                                  | 68                                                  |
| 1995                                                | 672                                                 | 88                                                  | 76                                                  |
| 1996                                                | 926                                                 | 77                                                  | 79                                                  |
| 1997                                                | 677                                                 | 62                                                  | 54                                                  |
| 1998                                                | 749                                                 | 98                                                  | 84                                                  |
| 1999                                                | 755                                                 | 106                                                 | 92                                                  |
| 2000                                                | 814                                                 | 89                                                  | 77                                                  |
| 2001                                                | 842                                                 | 102                                                 | 91                                                  |
| 2002                                                | 876                                                 | 109                                                 | 113                                                 |
| 2003                                                | 794                                                 | 120                                                 | 109                                                 |
| 2004                                                | 759                                                 | 127                                                 | 98                                                  |
| 2005                                                | 852                                                 | 152                                                 | 106                                                 |
| 2006                                                | 876                                                 | 130                                                 | 150                                                 |
| 2007                                                | 851                                                 | 125                                                 | 156                                                 |
| 2008                                                | -                                                   | -                                                   | -                                                   |
| 2009                                                | 856                                                 | 145                                                 | 145                                                 |
| 2010                                                | -                                                   | -                                                   | -                                                   |
| 2011                                                | -                                                   | -                                                   | -                                                   |
| 2012                                                | 946                                                 | 152                                                 | 142                                                 |
| 2013                                                | 879                                                 | 122                                                 | 104                                                 |
| 2014                                                | 1 000                                               | 140                                                 | 113                                                 |
| 2015                                                | 761                                                 | 98                                                  | 140                                                 |
| 2016                                                | 699                                                 | 150                                                 | 102                                                 |
| 2017                                                | 756                                                 | 146                                                 | 133                                                 |
| 2018                                                | 712                                                 | 142                                                 | 150                                                 |
| 2019                                                | 715                                                 | 139                                                 | 164                                                 |
| 2020                                                | 460                                                 | 61                                                  | 37                                                  |
| 2021                                                | -                                                   | -                                                   | -                                                   |
| 2022                                                | 930                                                 | 194                                                 | 218                                                 |
| 2023                                                | 772                                                 | 224                                                 | 219                                                 |
| 2024                                                | 851                                                 | 216                                                 | 221                                                 |

0,0: Brussel-Noord ·
1,0: Koninklijk Station ·
2,4: Laken ·
3,2: Bockstael ·
4,1: Jette ·
7,6: Sint-Agatha-Berchem ·
8,9: Groot-Bijgaarden ·
11,0: Dilbeek ·
13,7: Sint-Martens-Bodegem ·
15,6: Ternat-Brusselsesteenweg ·
16,7: Ternat ·
20,3: Essene-Lombeek ·
21,9: Liedekerke ·
23,8: Denderleeuw ·
26,7: Erembodegem ·
29,7: Aalst ·
34,5: Lede ·
37,0: Serskamp ·
40,3: Schellebelle ·
43,1: Wetteren ·
46,9: Kwatrecht ·
49,5: Melle ·
52,6: Merelbeke ·
Ledeberg ·
55,6: Gent-Sint-Pieters